# Алексеевское (Татарстан)
Алексе́евское (тат. Алексеевское, Әләски) — посёлок городского типа, административный центр Алексеевского района Республики Татарстан России.

## География
Расположен на берегу Куйбышевского водохранилища, в 80 км к юго-востоку от Казани и в 35 км к западу от Чистополя.
Через посёлок проходит автотрасса Р239 (Казань — Альметьевск — Оренбург). В 2002 году рядом с посёлком введён в эксплуатацию 11-километровый мост через камский залив водохранилища.

## История
Населённый пункт основан в 1710 году сподвижником Петра I губернатором Казанским и Астраханским Апраксиным.
Статус посёлка городского типа — с 1965 года.
Своё название село получило при Апраксине, по первому храму Воскресения Христова, один из приделов которого был освящён в честь святителя Алексия, митрополита Московского.

## Население
| 1959    | 1970    | 1979    | 1989    | 2002    | 2006    | 2007    | 2009    |
| ------- | ------- | ------- | ------- | ------- | ------- | ------- | ------- |
| 5520    | ↗6012   | ↗6776   | ↗8146   | ↗9720   | ↗10 210 | ↗10 352 | ↗10 452 |
| 2010    | 2011    | 2012    | 2013    | 2014    | 2015    | 2016    | 2017    |
| ↗11 224 | ↗11 259 | ↗11 365 | ↗11 466 | ↗11 579 | ↗11 615 | ↗11 658 | ↗11 700 |
| 2018    | 2019    | 2020    | 2021    | 2024    |         |         |         |
| ↗11 748 | ↘11 670 | ↗11 700 | ↘11 613 | ↘11 590 |         |         |         |

## Промышленность
- ООО «Алексеевская фабрика художественного ткачества».
- ОАО «Алексеевская керамика»
- ОАО «Алексеевскдорстрой»
- Алексеевский молочно-консервный комбинат (филиал ОАО «Вамин — Татарстан»).

## Люди, связанные с посёлком
- Исаев, Серафим Иванович (1914—1989) — Герой Социалистического Труда.
- Казаков, Аристарх Андреевич (1878—1963) — революционер, советский государственный деятель.
- Павелкин, Михаил Иванович (1900—1955) — советский военачальник, генерал-лейтенант танковых войск.
- Собакин, Михаил Алексеевич (1917—1990) — советский физиолог и биофизик, член-корреспондент Сибирского филиала Академии медицинских наук СССР.
- Трусов, Аркадий Васильевич (1905—1982) — советский актёр кино. Заслуженный артист РСФСР (1942).
- Мухаметов, Риналь Альбертович (1989) — российский актёр театра и кино, сценарист, певец и музыкант.
- Абрамов, Алексей Михайлович (2000) — российский борец по поясной борьбе куреш, по борьбе на поясах.

## Археология и палеогенетика
На месте бывшей деревни Мурзиха на берегу Куйбышевского водохранилища находится IV Мурзихинский могильник VIII—VII веков. I Мурзихинский могильник датируется VI—V веками до н. э. Из Мурзихинского I (IV) могильника известно 6 зооморфных предметов, и все они — привозные. В 3—3,5 км к востоку от бывшего села Мурзиха находится Мурзихинский II могильник. У образца MUR009 (4550—4400 лет до н. э.) из могильника Мурзихинский II (энеолит усть-камского типа) определена Y-хромосомная гаплогруппа Q-L472>Q1a-F1096>Q1a1-F746*. В погребениях Мурзихинского II могильника найдены украшения маклашеевской культуры третьей четверти II тысячелетия до нашей эры.